# Božidar Petrović
Božidar Petrović, srbski vojaški pilot in letalski as, * 7. april 1911, † 18. julij 1937.
Petrović je dosegel 7 letalskih zmag med špansko državljansko vojno.

## Življenjepis
Leta 1934 je končal Šolo rezervnih letalskih častnikov in postal pilot. Čez dve leti je končal še Lovsko šolo. 
Istega leta je odšel v Španijo in se pridružil republikancem. Umrl je v letalski bitki nad Brunetom.